# James McPake
James McPake (né le 24 juin 1984 à Bellshill en Écosse) est un ancien footballeur nord-irlandais, d'origine écossaise. Il jouait au poste de défenseur. James McPake est désormais entraîneur.

## Carrière
Avant d'être formé à Livingston, James McPake passe par plusieurs équipes écossaises amateurs, comme Holytown Colts, Celtic South BC et Coatbridge Amateurs. En 2004, il signe en tant que professionnel à Livingston et, après un prêt à Greenock Morton, il s'engage le 2 février 2009, par un contrat de trois ans et demi, avec Coventry City.
Le 4 août 2011, il signe un nouveau contrat qui le lie à Coventry jusqu'en 2015. Durant la saison qui suit, il est peu utilisé et doit être prêté en janvier au club écossais de Hibernian.
Le 30 mai 2014 il rejoint Dundee Football Club.